# Вовча Ущелина II

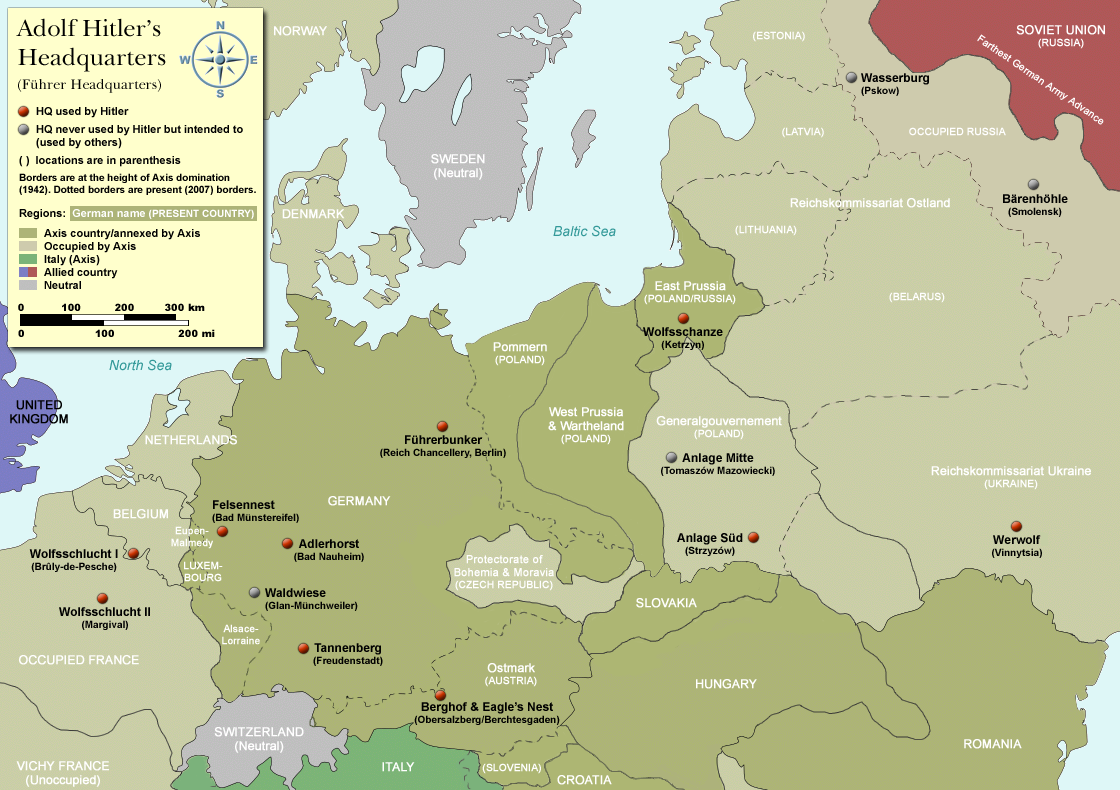
Мапа штаб-квартири Wolfsschucht II в Європі

Führerhauptquartier Wolfsschlucht II (укр. Вовчий каньйон) або W2 — кодова назва одного з військових штабів Західного фронту Другої світової війни Адольфа Гітлера, розташованого в Марживалі, за 10 км на північний схід від Суассона у департаменті Ена у Франції. Це була одна з багатьох штаб-квартир фюрера по всій Європі, але Адольф Гітлер використовував її лише один раз, 16 і 17 червня 1944 року для зустрічі з фельдмаршалами Ервіном Роммелем і Гердом фон Рундштедтом щодо Нормандського фронту.

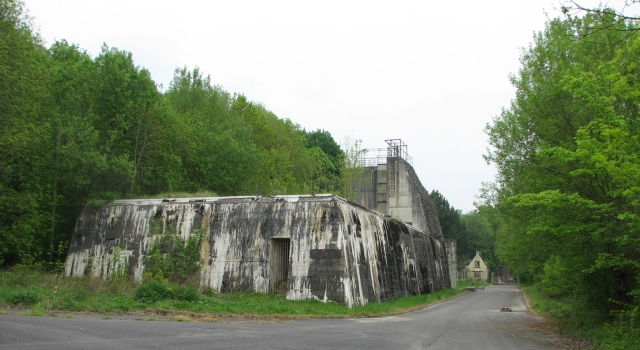
Wolfsschlucht II

На зустрічі Роммель, серед іншого, виступав за припинення війни, що розлютило Гітлера. Під час зустрічі авіаналіт союзників змусив групу спуститися в бомбосховище. Пізніше несправна летюча бомба V-1 влучила в це місце, після чого Гітлер вилетів до Німеччини, щоб більше ніколи не повернутися.